# パパイヤパラノイア
パパイヤ パラノイア（PAPAYA PARANOIA）は、日本の女性パンク・ロックバンド。1980年代前半から活動を開始し、当時のガールズバンドブームの中で、ZELDAなどと並んで音楽雑誌やサブカルチャー雑誌に取り上げられることが多かった。

## 経歴
1983年、前身となるバンド「ねこおどり」を結成。1984年9月、第28回ヤマハポピュラーソングコンテスト関東・甲信越大会にて優勝し、本戦に出場する（演奏曲は「貴婦人の散歩」）。
屋根裏、吉祥寺曼荼羅、原宿クロコダイル、渋谷Egg-Man（当時）などのライブハウスを拠点とした活動で人気を博し、1985年2月にオムニバス・アルバム『都に雨の降る如く』（東芝EMI、巻上公一プロデュース）にて、パパイヤ パラノイア名義でデビュー。同年8月、新宿ALTA前で有頂天、ウィラードらと出演、8,000人を動員する伝説のライブを行う。同年12月にキャプテンレコードからファーストアルバム『もはやこれまで』を発表。演奏テクニックと、和服をベースとした派手な衣装で話題となる。当時は1980年代に流行したニュー・ウェイヴバンドの一つとみなされていた。
1999年より現メンバーとなる。オリジナルメンバーの石嶋由美子（いしじま ゆみこ）が、1998年に森永道子と結成した音楽ユニット「Roonie Toons」がそのままパパイヤ パラノイアとなった。その後の曲調は打ち込み系のデジタルビートが主体となっている。

## メンバー

### 現メンバー
- 石嶋由美子（ボーカル、ギター、1985年 - ）
- 森永道子（ギター、ベース、1992年 - ）

### 過去のメンバー
- 牧絹子（ギター）
- 清原三保子（ギター）
- 岸田千明（ドラムス）
- 榎本春美（キーボード、パーカッション）

## ディスコグラフィー

### シングル
1. 『リンス』（キャプテンレコード、1986年3月8日）発売同時に即完売。再プレスもなく幻のレコードとなる。
リンス／もはやこれまで
2. 自主制作『Demo１』（Vitamin-P、1998年12月）RoonieToons名義
ro9812puppr／ro9812war
3. 『天使がウインクする夜に2001』（Vitamin-P、1999年12月24日）
4. アナログ盤『玉響Remix』（Fake&Co.music、2001年7月7日）
玉響Remix／Swimming in a Pool Remix

### アルバム
1. オムニバス『都に雨の降る如く』（東芝EMI、1985年2月1日）ヒカシュー・巻上公一プロデュース
おじさんよってって／踊らにゃソン！ の2曲収録
2. 『もはやこれまで』（キャプテンレコード、1985年12月20日）
ゴーゴンズ／夏が終わる／極楽コレクション／月のうさぎ／貴婦人の散歩／鬼の好物アニマルプリント／ダンスがスンダ／シュールアンダースタンド／わがままな肉食／あなたに会いたい／もはやこれまで
3. 『WAR WAR WAR』（キャプテンレコード、1986年12月20日）
金曜金髪／AXIA／踊らにゃソン！／Swimming In The Pool／ジャングルの夕日／20世紀の子供達／WAR3／太古のエメラエルド
4. オムニバス『子供たちのCITY』（アポロン、1987年2月）
5. 『LUNATIC』（アポロン、1987年7月21日）
伊勢丹でつかまえて／月の世界より／眠れない夜のために／BOYISHになりたい／さよなら夏 ／ビクトリア女王大嘘つき
6. オムニバス『TOKYO POP』（マザーアンドチュルドレン、1988年8月）
7. 石嶋由美子ソロアルバム『BABUHAJAH』（TRANSISTOR、1989年5月）
Yellow／Nocturne TV／So Hard／Akai Ribon／Monkey Money／WAR3（リメイク）
8. オムニバス『カナディアンワールド 赤毛のアンのふるさと』（1988年7月25日）
心を野バラやきんぽうげでかざろう 収録（石嶋由美子名義）
9. オムニバス『GIMMICK』（TRIAD／日本コロムビア、1992年10月26日）
一週間 収録（元有頂天のギタリストハッカイが参加）
10. 『VANILLA MOON』（日本コロムビア、1997年7月25日）
Vanilla Moon／POLASTAR／GameWorld／一週間／GO!マニラ／地球のまんなか
11. 『翠緑（エメラルド）』（Vitamin-P、2000年10月）
SwimminginthePool／一週間／Kanaika／オレンジハート／バラじゃないの／太古のエメラルド／Straight to Heaven／素直になれない心野バラやきんぽうげでかざろう／I Like寿司
12. 『Live in Praha 2000』（Vitamin-P、2001年1月24日）
玉響(たまゆら)／Game World／SPEEED／N.Y.Puppy／From The Bathroom／CANDY／Tokio Life／Hai-ya ha
13. 『玉響（たまゆら）』（Fake&Co.music、2001年7月7日）
2000／From The Bathroom／Hai-ya ha／玉響／Swimming in a Pool／Straight to Heaven／Rela relax

### ビデオ/DVD
1. 『TOKYO POP』（1987年、アメリカ映画）フラン・ルーベル・クズイ監督作品
冒頭演奏シーンで出演し「楽園 楽園」を演奏（劇中では「PARADISE PARADISE」と紹介）
2. 『Live in Czech 2001』（2002年4月25日）プラハでのライブビデオ、56分
SPEEED／Tokio Life／Straight to Heaven／Hai-ya ha／I Like 寿司／太古のエメラルド／rosepink／Rela relax